# Jelena Zarubina
Jelena Michajłowna Zarubina; z domu Płotnikowa (ros. Елена Михайловна Плотникова; ur. 26 lipca 1978 roku w Moskwie) – rosyjska siatkarka, reprezentantka Rosji, przyjmująca. W 2004 roku zdobyła srebrny medal Igrzyskach Olimpijskich w Atenach. 
Płotnikowa została odznaczona tytułem Zasłużonego Mistrza Sportu, a także Orderem „Za zasługi dla Ojczyzny” II klasy 3 października 2006 r.
W sezonie 2012/13 ogłosiła powrót do czynnej kariery siatkarskiej, którą wcześniej zakończyła w 2008 r. Siatkarka będzie występowała w rosyjskiej Superlidze, w drużynie Dinama Krasnodar na pozycji libero.

## Sukcesy

### reprezentacyjne
- Igrzyska Olimpijskie:
  -  2004
- Mistrzostwa Świata:
  -  1998, 2002
- Mistrzostwa Europy:
  -  1999, 2001
- World Grand Prix:
  -  1999, 2002
  -  1998, 2003
  -  2001

### klubowe
- Mistrzostwa Rosji:
  -  1997, 1998, 2001, 2002, 2003, 2004, 2005
- Puchar Challenge:
  -  2013

## Odznaczenia
- Odznaczona tytułem Zasłużonego Mistrza Sportu.
- Order „Za zasługi dla Ojczyzny” II klasy (3 października 2009)